# Sześcioszparokształtne
Sześcioszparokształtne (Hexanchiformes) – rząd drapieżnych, morskich ryb chrzęstnoszkieletowych (Chondrichthyes) z nadrzędu Squalomorphi. Obejmuje pięć gatunków współcześnie żyjących i kilkadziesiąt wymarłych. Ich biologia jest słabo poznana. Żyją w głębokich i chłodnych wodach oceanicznych. W zapisie kopalnym znane ze skamieniałości wczesnojurajskich.

## Cechy charakterystyczne
Jedna płetwa grzbietowa bez kolców, przesunięta do tyłu, aż do nasady ogona. Występuje płetwa odbytowa – to odróżnia je od pozostałych Squalomorphi. Sześć lub siedem par szczelin skrzelowych. Małe tryskawki. Brak przesłony migawkowej.

## Klasyfikacja
Rodziny zaliczane do tego rzędu:
- Chlamydoselachidae Garman, 1884 – płaszczakowate
- Hexanchidae Gray, 1851 – sześcioszparowate

Czasami z sześcioszparowatych wyodrębniane są jeszcze rodziny:
- Notorynchidae
- Heptranchiidae – siedmioszparowate

Cappetta (2012) oraz Guinot, Cappetta i Adnet (2014) zaliczyli do sześcioszparowatych także wymarłe rodziny Orthacodontidae, Paraorthacodontidae i Pseudonotidanidae, we wcześniejszych publikacjach zaliczane do wymarłego rzędu Synechodontiformes. Dodatkowo Kriwet i Klug (2011) oraz Guinot, Cappetta i Adnet (2014) zaliczyli do sześcioszparowatych wymarłą rodzinę Crassonotidae.